# Vionville
Vionville – miejscowość i dawna gmina we Francji, w regionie Grand Est, w departamencie Mozela. W 2013 roku populacja ówczesnej gminy wynosiła 186 mieszkańców. 
W dniu 1 stycznia 2019 roku z połączenia dwóch ówczesnych gmin – Rezonville oraz Vionville – powstała nowa gmina Rezonville-Vionville. Siedzibą gminy została miejscowość Rezonville. 